# Сидареџ (Колорадо)
Сидареџ (енгл. Cedaredge) град је у америчкој савезној држави Колорадо.

## Демографија
По попису из 2010. године број становника је 2.253, што је 399 (21,5%) становника више него 2000. године.
| Група             | 2000.         | 2010.         |
| Белци             | 1.704 (91,9%) | 2.023 (89,8%) |
| Афроамериканци    | 1 (0,1%)      | 4 (0,2%)      |
| Азијати           | 8 (0,4%)      | 13 (0,6%)     |
| Хиспаноамериканци | 100 (5,4%)    | 166 (7,4%)    |
| Укупно            | 1.854         | 2.253         |